# Дионисий (Петрович)
Митрополит Дионисий (серб. Митрополит Дионисије, в миру Дамян Петрович, серб. Дамјан Петровић; 1858, Босанска-Градишка, (ныне Босния и Герцеговина) — 7 декабря 1900, Скопье) — епископ Константинопольской православной церкви, митрополит Рашско-Призренский.

## Биография
Окончил в Белградскую духовную семинарию, после чего на Сретенье 1878 года принял монашество. 18 декабря 1878 года в Саборной церкви в Београде был рукоположен в сан иеромонаха. 15 августа 1883 года стал протосинкеллом и три года служил при Зворничской митрополии.
Возвратился в Белград, был направлен для продолжения обучения в Богословскую школу на острове Халки.
Принят на службу в Константинопольскую Патриархию и направлен в сане архимандрита наместником в Скопскую митрополию.
25 января 1896 году в Стамбуле хиротонисан во епископа с возведением в сан архиепископа Печского и митрополита Рашко-Призренского и Скендерского. Хиротонию возглавил Константинопольский Патриарх Анфим VII.
Выбор серба Дионисия на Ражско-Призренскую кафедру был встречен с большой радостью среди православных сербов в районах Рашки, Косова и Метохии, которые десятилетиями просили, чтобы вместо греков-фанариотов были поставляли архиереев-сербов. Состояние сербского народа в этих районах было очень трудным, поэтому митрополит Дионисий столкнулся с серьёзными проблемами в начале своего правления. У турецких властей были предприняты шаги по защите сербской жизни от злоупотреблений местными должностными лицами и арбанашского насилия в отношении сербского народа в Косовском вилаете. Митрополит Дионисий пытался улучшить епархиальную администрацию и церковно-просветительскую жизнь рашских и косовско-метохийских сербов. За короткое время он завоевал у них хорошую репутацию.
Основное внимание уделял повышению уровня образования в митрополии, преобразованию уже существовавших духовных школ и учреждению новых. Направлял юношей митрополии на обучение в Россию, в числе их был Петар Росич, будущий Патриарх Сербский Варнава. Безрезультатно пытался урегулировать ситуацию с долгами обедневшего монастыря Дечаны.
Однако его здоровье было слабым и он скончался 7 декабря 1900 года в Скопье, где был на лечении. Он похоронен в монастыре Грачаница.